# GEMA (Radar)
Die Gesellschaft für elektroakustische und mechanische Apparate mbH (GEMA) war bis zu ihrer Auflösung Ende des Zweiten Weltkrieges ein bedeutender Hersteller für militärische Elektroniksysteme. Sie entwickelte und lieferte die ersten Sonar- und Radar-Geräte für die deutsche Marine.

## Geschichte
Die GEMA wurde am 16. Januar 1934 durch die befreundeten Ingenieure Paul-Günther Erbslöh (1905–2002) und Hans-Karl von Willisen (1906–1966) gegründet. Unternehmenssitz war anfangs die Gaußstraße 2 in Berlin-Oberschöneweide. Die Gründung erfolgte auf Betreiben des Physikers Rudolf Kühnhold, Leiter der Nachrichtenmittel-Versuchsabteilung der Reichsmarine in Kiel. Erbslöh und v. Willisen unterstützten bereits ab 1932 mit ihrer Firma Tonographie den Physiker erfolgreich bei der Umsetzung seiner Ideen zur Ortung von Schiffen durch Reflexion von Wasserschall, dem heutigen Sonar. Nachdem Kühnhold mit seinen Überlegungen, eine Ortung mittels Reflexion von Funkwellen durchzuführen, bei den namhaften Unternehmen der Elektrotechnik auf wenig Interesse gestoßen war, wandte er sich mit dieser Entwicklung an die Firma Tonographie, welche dann, trotz der geringen damals erreichbaren HF-Sendeleistungen, die technische Realisierbarkeit mit Dezimeterwellen nachwies. Da bis dahin kein Entwicklungsauftrag seitens der Marineführung vorlag, entschlossen sich Erbslöh und v. Willisen, für diesen neuen Tätigkeitsbereich die neue Firma GEMA zu gründen, um kein geschäftliches Risiko für ihre wirtschaftlich gesunde Firma Tonographie einzugehen.
Am 26. September 1935 führte die GEMA dann dem Oberkommando der Marine ihr erstes einsatzfähiges Funkmessgerät mit 50-cm-Wellen erfolgreich vor und legte damit den Grundstein für die Entwicklung und Produktion weiterer Geräte. Da die Räumlichkeiten in Oberschöneweide nicht mehr ausreichten, kaufte das Unternehmen im September 1937 von der Deutsche Linolwerke AG deren stillgelegte Linoleumfabrik in Berlin-Köpenick (Wendenschloßstraße 154–158) und verlegte seinen Sitz 1938 dorthin.
Während des Zweiten Weltkrieges war die Radartechnik von äußerster Wichtigkeit geworden. Der 2004 gedrehte ZDF-Film „Duell im Dunkeln“ schildert den dramatischen Wettlauf um die Erfindung des Radars und die faszinierende Geschichte des Konkurrenzkampfes zwischen den Ingenieuren Erbslöh und v. Willisen auf deutscher sowie dem schottischen Physiker Robert Watson-Watt auf britischer Seite. Legendär wurden die von der GEMA entwickelten Radargeräte „Seetakt“, „Freya“ und „Mammut“. Das „Wassermann“-Gerät der GEMA bestand aus einer Zusammenschaltung von vier Freya-Geräten, das bei einer Flughöhe von sechs Kilometern Flugzeuge in einer Entfernung von 190 km erkennen konnte.
Die GEMA, die noch 1945 über eine Belegschaft von knapp sechstausend Mitarbeitern verfügte, wurde nach dem Krieg durch die Besatzungsmächte enteignet und aufgelöst. Die Fabrikgebäude dienten danach dem VEB Funkwerk Köpenick als Produktionsstätte.

## Produkte
Zu den bekanntesten Entwicklungen der GEMA zählen:
- Erstling (Radar)
- Seetakt (Radar)
- Freya (Radar)
- Mammut (Radar)
- Wassermann (Radar)

## Wichtige Mitarbeiter
- Theodor Schultes, Leiter des Hochfrequenzlabors
- Walter Brandt, Leiter des Niederfrequenzlabors
- Hans Erich Hollmann
- Heinz von Foerster